# کن استات
کن استات (به انگلیسی: Ken Stott) (زاده ۱۹ اکتبر ۱۹۵۴) بازیگر اسکاتلندی است.
از فیلم‌های معروف او می‌توان به بازی در هابیت: یک سفر غیرمنتظره اشاره کرد.

## فیلم‌شناسی
فهرست برخی از فیلم‌هایی که کن استات در آنها به ایفای نقش پرداخته‌است:
- هابیت: یک سفر غیرمنتظره
- هابیت: برهوت اسماگ
- هابیت: نبرد پنج سپاه
- ۱۰۰ خیابان
- آرتور شاه
- سرگذشت نارنیا: شاهزاده کاسپین
- برای ملکه و کشور
- پلانکت و مک‌لین